# المخيم الكشفي العالمي الحادي والعشرون
عقد المخيم الكشفى العالمى الحادي والعشرون في شهري يوليو وأغسطس عام 2007 وقد استضاف هذا الحدث من قبل المملكة المتحدة، كما شهد عام 2007 الذكرى السنوية المئوية من تأسيس الحركة الكشفية على مخيم جزيرة براونسي الكشفي.
وقد عقد هذا الحدث لمدة 12 يوما في الفترة بين 27 يوليو و 8 أغسطس في منتزة هايلاندز ، تشيلمسفورد، إسيكس. وقد تم اختيار هذا الموقع نظرا لسهولة الوصول إليه بحراً وجواً، وأنه هو أيضا بالقرب منتزة جيلويل وهو مركز التخييم والتدريب الخاص لقادة الوحدات الكشفية.
حضر المخين أكثر من 38،000 كشاف و قائد من 158 دولة والتي تتبع المنظمة الكشفية الوطنية المعترف بها (وتمنح اعتراف العضوية في المنظمة العالمية للحركة الكشفية) وحضر أكثر من 50،000 آخرين للزيارات اليوم. وكان هناك أيضا أكثر من 8600 عضو من أعضاء فريق الخدمة الدولية الذين جاءوا أيضا من جميع أنحاء العالم.